# Méjannes-le-Clap
Méjannes-le-Clap is een gemeente in het Franse departement Gard (regio Occitanie) met 304 inwoners (1999). Inmiddels is het aantal vaste bewoners gegroeid naar ca. 800.De plaats maakt deel uit van het arrondissement Alès.' 
In de 11e eeuw was het een centrum voor de productie van houtskool. Later waren er vele glasblazers welke onder andere de ramen hebben gemaakt voor het pauselijk paleis te Avignon.
In het noorden van de gemeente aan de rivier Cèze bevindt zich een kampeerterrein voor naturisten: La Génèse. Aan de overkant van de rivier, in de gemeente Saint-Privat-de-Champclos, bevinden zich stroomopwaarts nog drie naturistenterreinen: Le Ran du Chabrier, Château du Fereyrolles en Bois de Sablière. 
Langs de D979 ligt de camping Les Dolmen voor niet naturisten. Het dorp zelf kent faciliteiten zoals een supermarkt, postkantoor, slager, bar/tabac en eenvoudige restaurants. Verder is in de zomer een Gemeentelijk zwembad beschikbaar. Gedurende het jaar kan men ook naar de manege en het sportcentrum. 
Nabij het dorp ligt ook de Grotte de la Salamandre, geopend in 2012. Ook zijn er aan de Cèze diverse niet naturisten stranden te vinden. In de zomer worden voor allen vele activiteiten georganiseerd, zoals markten, muziek concours, Miss verkiezingen, optredens van bands.

## Geografie
De oppervlakte van Méjannes-le-Clap bedraagt 37,2 km², de bevolkingsdichtheid is 8,2 inwoners per km².

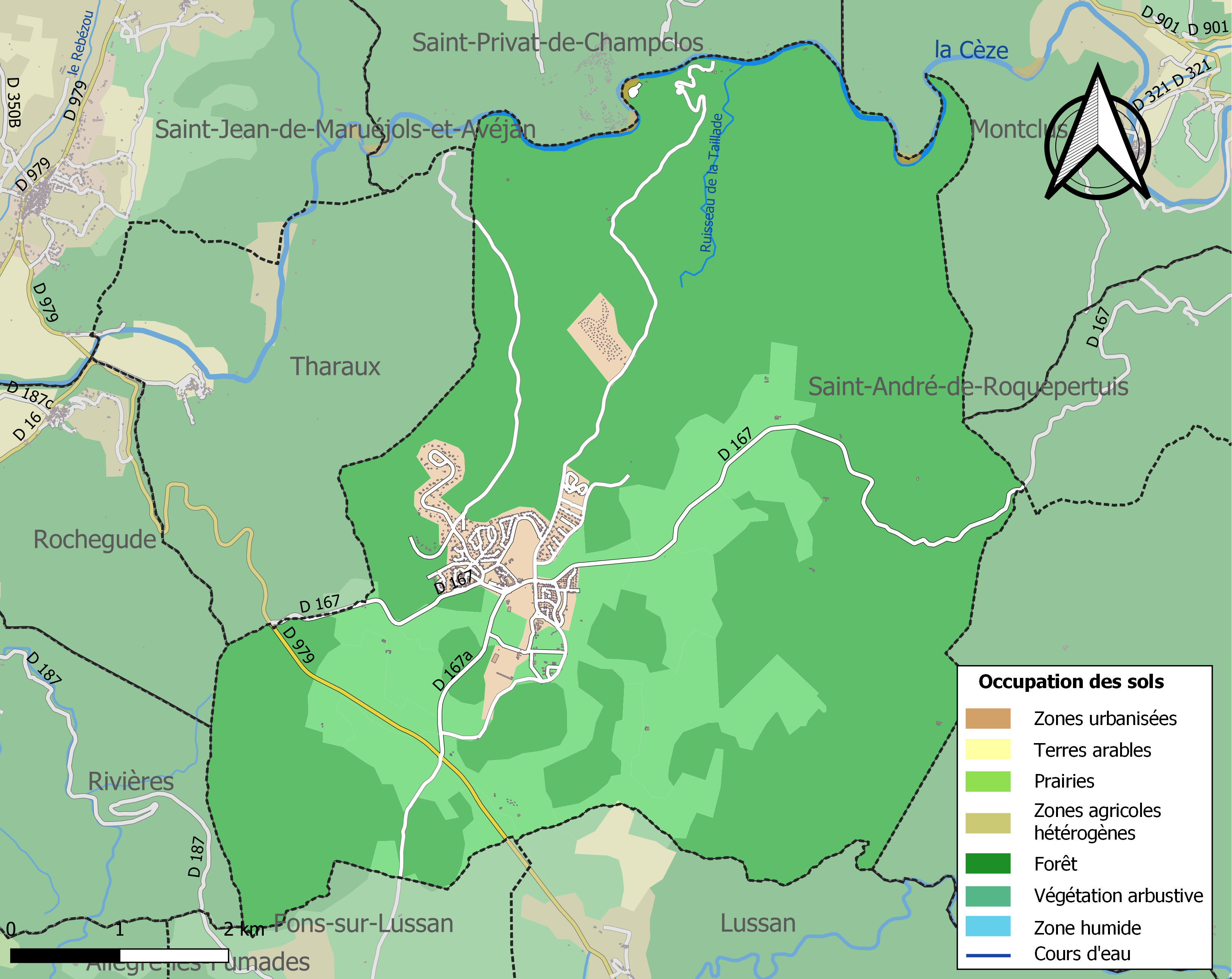
Kaart van de gemeente met de belangrijkste infrastructuur, bodemgebruik en omliggende gemeenten

## Demografie
Onderstaande figuur toont het verloop van het inwonertal (bron: INSEE-tellingen).